# Itatuba (kommun)
Itatuba är en kommun i Brasilien.   Den ligger i delstaten Paraíba, i den östra delen av landet, 1 600 km nordost om huvudstaden Brasília. Antalet invånare är 10 201.
Följande samhällen finns i Itatuba:
- Itatuba

Omgivningarna runt Itatuba är huvudsakligen savann. Runt Itatuba är det ganska glesbefolkat, med 34 invånare per kvadratkilometer.